# Darrow Hooper
Clarence Darrow Hooper (ur. 30 stycznia 1932 w Fort Worth, zm. 19 sierpnia 2018 w Dallas) – amerykański lekkoatleta, specjalista pchnięcia kulą, wicemistrz olimpijski z 1952.
Zwyciężył podczas amerykańskich eliminacji przed igrzyskami olimpijskimi w 1952 w Helsinkach pchnięciem na odległość 17,41 m, przed Parrym O’Brienem, który osiągnął 17,38 m, oraz ówczesnym rekordzistą świata Jimem Fuchsem, który pchnął na 17,36 m.
Na igrzyskach O’Brien pchnął kulę na 17,41 m, Hooper na 17,39 m, a Fuchs na 17,06. Wszystkie trzy medale padły łupem Amerykanów.
Hooper jako student Texas A&M University był akademickim mistrzem Stanów Zjednoczonych (NCAA) w pchnięciu kulą w 1951.
Jego rekord życiowy w pchnięciu kulą wynosił 17,41 m, a w rzucie dyskiem – 51,81 m; oba  pochodziły z 1952.